# 赤い部屋 (ヴァロットン)
『赤い部屋』（あかいへや、英: The Red Room、仏: La Chambre rouge、独: Das rote Zimmer）は、スイスの画家フェリックス・ヴァロットンが1898年に描いた絵画である。高級感のある家具が置かれた部屋の中で、一組の男女が恋愛する様子が描かれている。スイス・ローザンヌのローザンヌ州立美術館に所蔵されている。

## 概要
縦50センチメートル、横68.5センチメートルの大きさをもつ。画面の最右下部に、画家の名前と製作年を示す “F. Vallotton 98” という文字列が記されている。ボール紙にテンペラで描かれた作品である。本作は、室内画の連作 “Intérieurs avec figures” の第1作であり、1899年3月にパリのデュラン＝リュエル画廊で行われた展覧会に出品された。
連作は、次に掲げる5作に本作を加えた計6作からなるもので、ブルジョア階級の部屋の中で一組の男女が恋愛する様子が描かれており、1898年12月に出版され、ヴァロットンの名を広く知らしめることになった木版画の連作『アンティミテ』においても同様の主題および場面設定が用いられている。
- 『5時（フランス語版）』（英: Five O’Clock、1898年、個人蔵）
- 『コローク・センチメンタル』（仏: Colloque sentimental、英: Sentimental Discussion、1898年、ジュネーヴ美術・歴史博物館蔵）
- 『赤い肘掛け付きソファと人物のいる室内』（仏: Intérieur fauteuil rouge et figures、英: Interior. Red Chair and Figures、1898年、チューリッヒ美術館蔵）
- 『ラ・タント』（仏: L’attente、英: Waiting、1898年、個人蔵）
- 『訪問』（1899年、チューリッヒ美術館蔵）

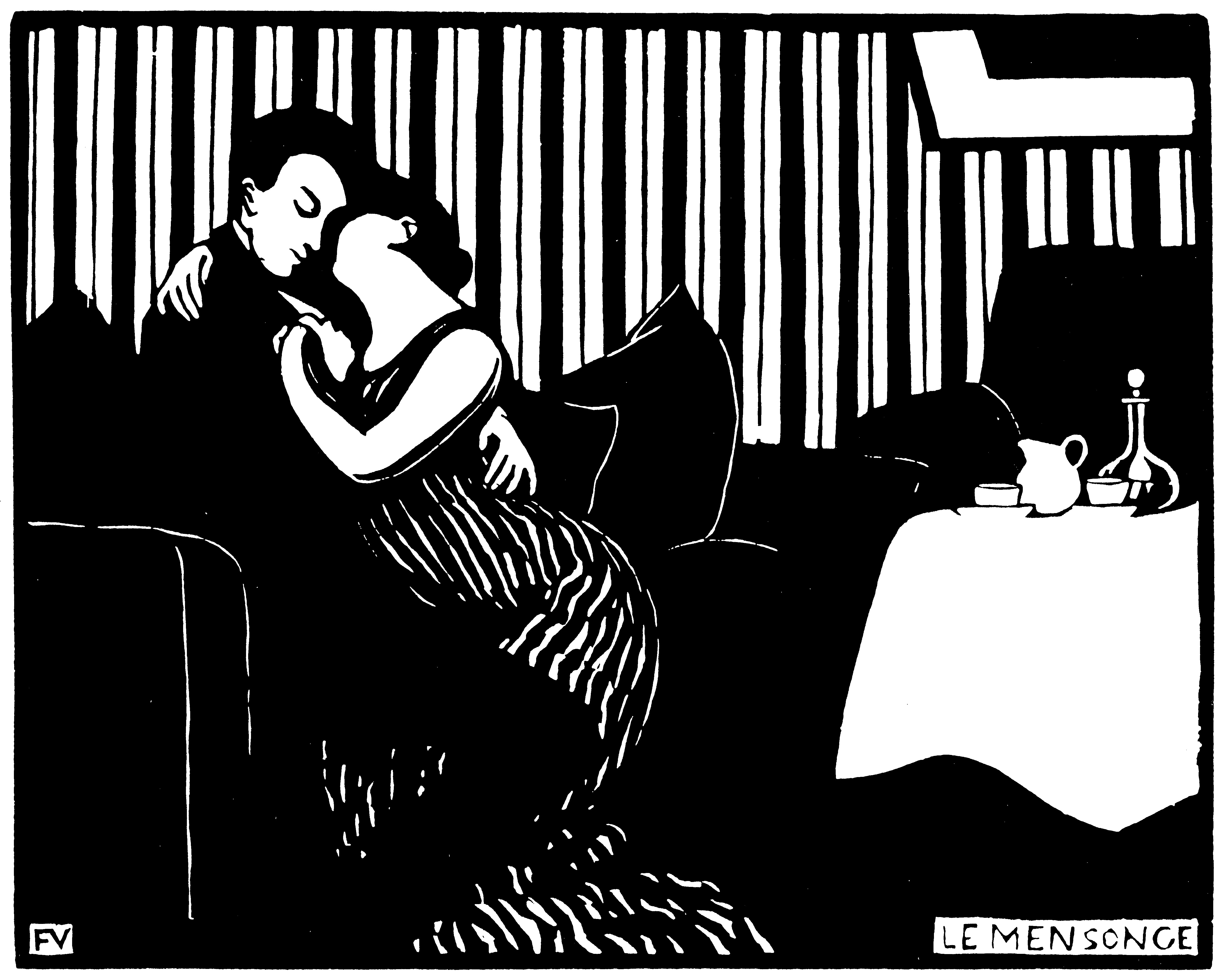
『アンティミテ』の1作 “Le Mensonge”
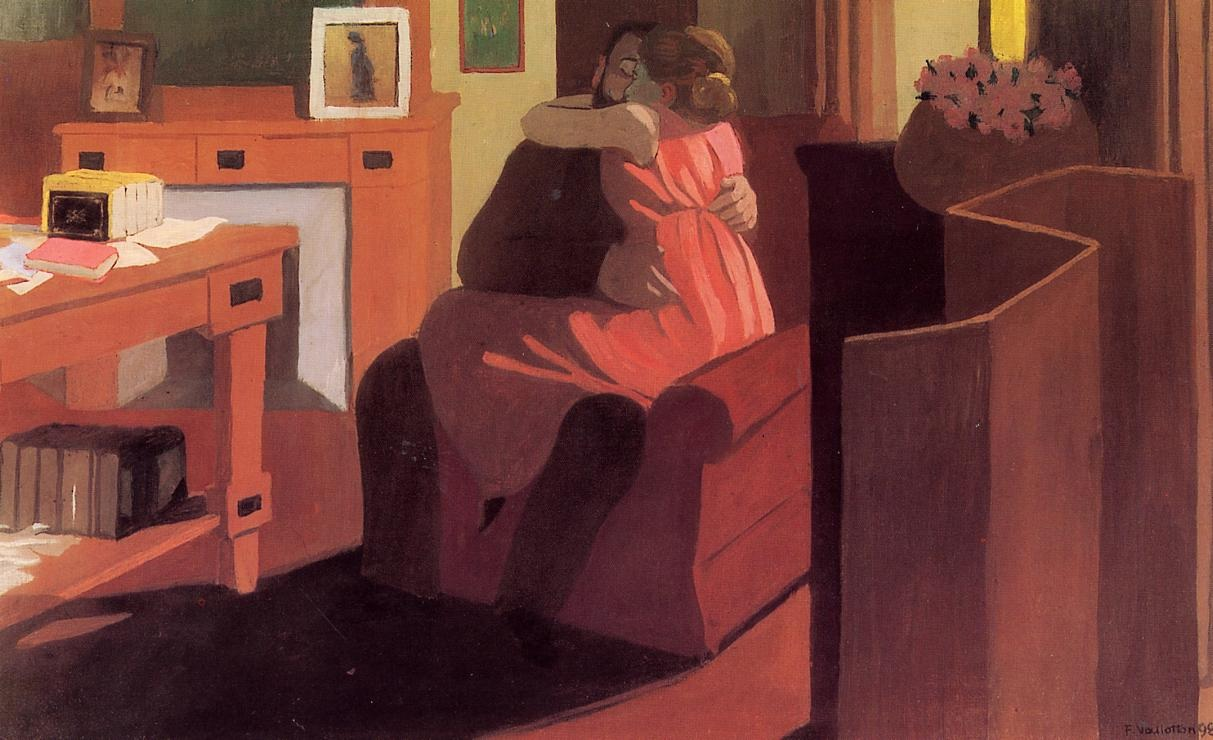
『5時』
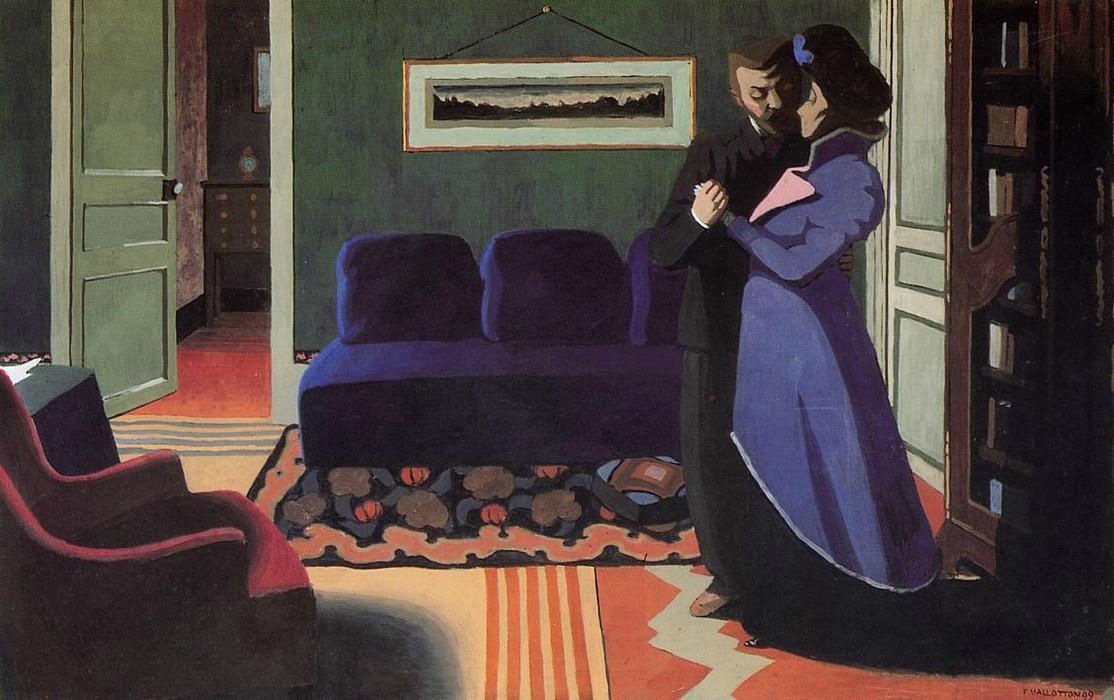
『訪問』

## タイトル

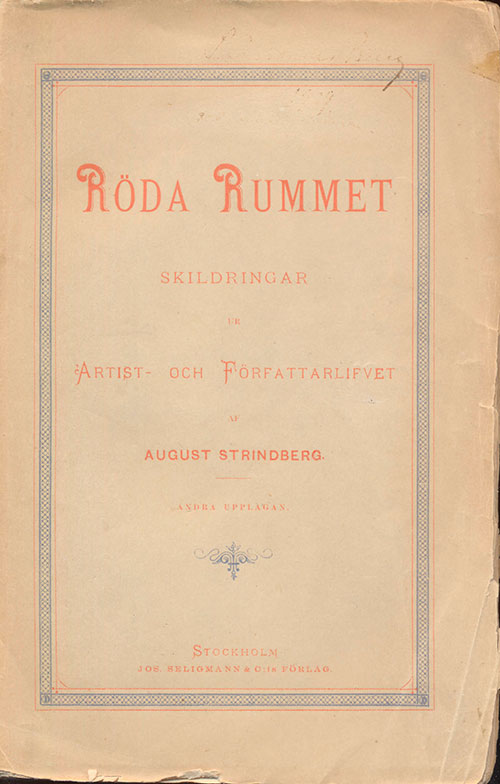
ストリンドベリ『赤い部屋』

本作と同じタイトルをもつ作品として、スウェーデンの劇作家で小説家のアウグスト・ストリンドベリが1879年に発表した長編小説『赤い部屋』がある。ローザンヌ州立美術館のウェブページによれば、同小説を参照して本作のタイトルが付けられた可能性があるとされる。
京都造形芸術大学の和田圭子は、同小説で主にテーマとなった社会における欺瞞を、男女関係における欺瞞に置き換えて絵に描いたことを示唆するために同じタイトルを付けたと考えることもできるとの旨を指摘している。東京藝術大学の袴田紘代は2014年発表の論文の中で、ヴァロットンがドイツ・ベルリンの文学サークルでストリンドベリと接点をもっていた可能性があることを指摘している。

## 作品
壁紙やカーペットからカーテンやテーブルクロス、ソファやランプに至るまで、内装や家具のほとんどに様々な色調の赤色が用いられた室内の様子が描かれている。画面の右側から入り込んだ強い光が室内を照らし出し、濃い陰影を作っている。光がどこから入り込んできているのかは、はっきりとは示されていないが、画面の最右端に描かれたカーテンによってそこに開口部があるものと考えられる。設えられた家具は、いずれも高級感を漂わせている。和田によると、作中に描かれた家具や絵画はヴァロットンが実際に所有していたものがモデルとなっているが、部屋自体は彼の創造によるものとされる。
正面に描かれた壁の向かって左側に設けられた扉口のところに、身を寄せ合って佇む一組の男女が描かれている。扉は奥に向かって開かれており、扉の向こう側は薄暗い。人物にもあまり光が当たっておらず、表情を窺い知ることは困難である。あごひげを生やした男性は、女性の手を握って彼女の顔を覗き込むようなしぐさを見せている。しかしながら、女性は顔を伏せており、全く反応を見せていない様子である。

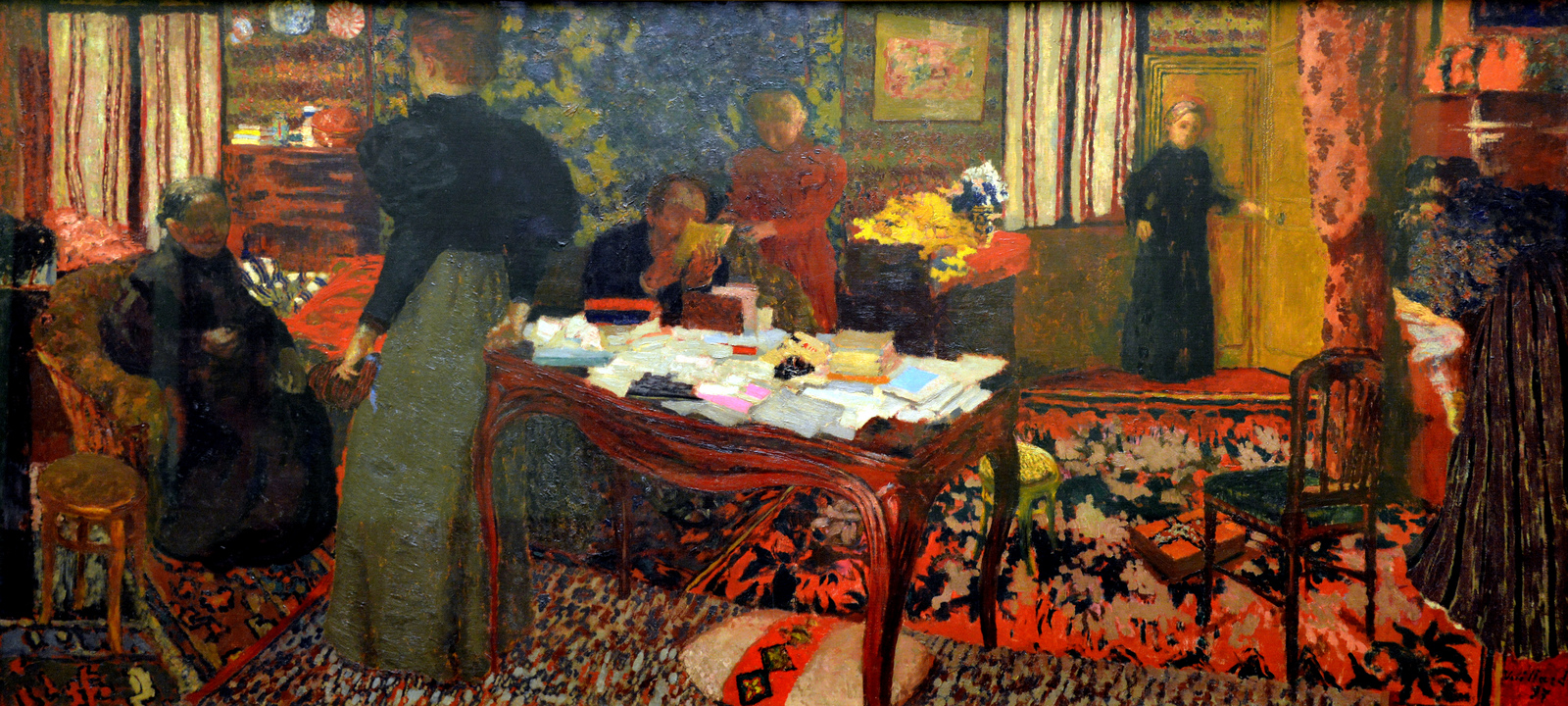
ヴュイヤール “Grand intérieur aux six personnages”

画面手前右側には円形のテーブルが設えられており、ひときわ鮮やかな赤色をしたテーブルクロスが掛けられている。テーブルの上にはランプの他に日傘、黄色い財布、白色のハンカチおよび一組の女性用の黒い手袋が置かれている。これらの小物類によって、女性が男性と密会することを目的として今しがたこの部屋を訪問してきたところであることが示唆されているものとされる。テーブルの傍には、ひじ置きのついたソファが配置されている。
マントルピースの上には、中央にヴァロットンの頭部をかたどった彫像が、その左右の脇に黄色い花の束が、そのさらに外側にランプが置かれている。マントルピースの両脇の壁には日本の版画が飾られている。彫像の背後には、保護のための布製のカバーが備え付けられた鏡があり、画家のエドゥアール・ヴュイヤールが1897年に製作した絵画作品 “Grand intérieur aux six personnages”（英: Large Interior with Six Figures）が映っている。画面の最左端には、書棚が設えられている。

## 来歴
1908年、サンクトペテルブルクのジョージ・ハンセン (Georges Hasen) がポール・ヴァロットン (Paul Vallotton) から手に入れる。1929年、ローザンヌのギャラリー・バロットン (Gallery Vallotton) が S. オッペンハイマー (S. Oppenheimer) から手に入れる。1937年、ローザンヌのフェルナンド・カーディス (Fernand Cardis) の所有するところとなる。1983年、ローザンヌ州立美術館が買い上げる。2000年、同美術館のコレクションとなる。